# Frontera entre Argentina y Brasil

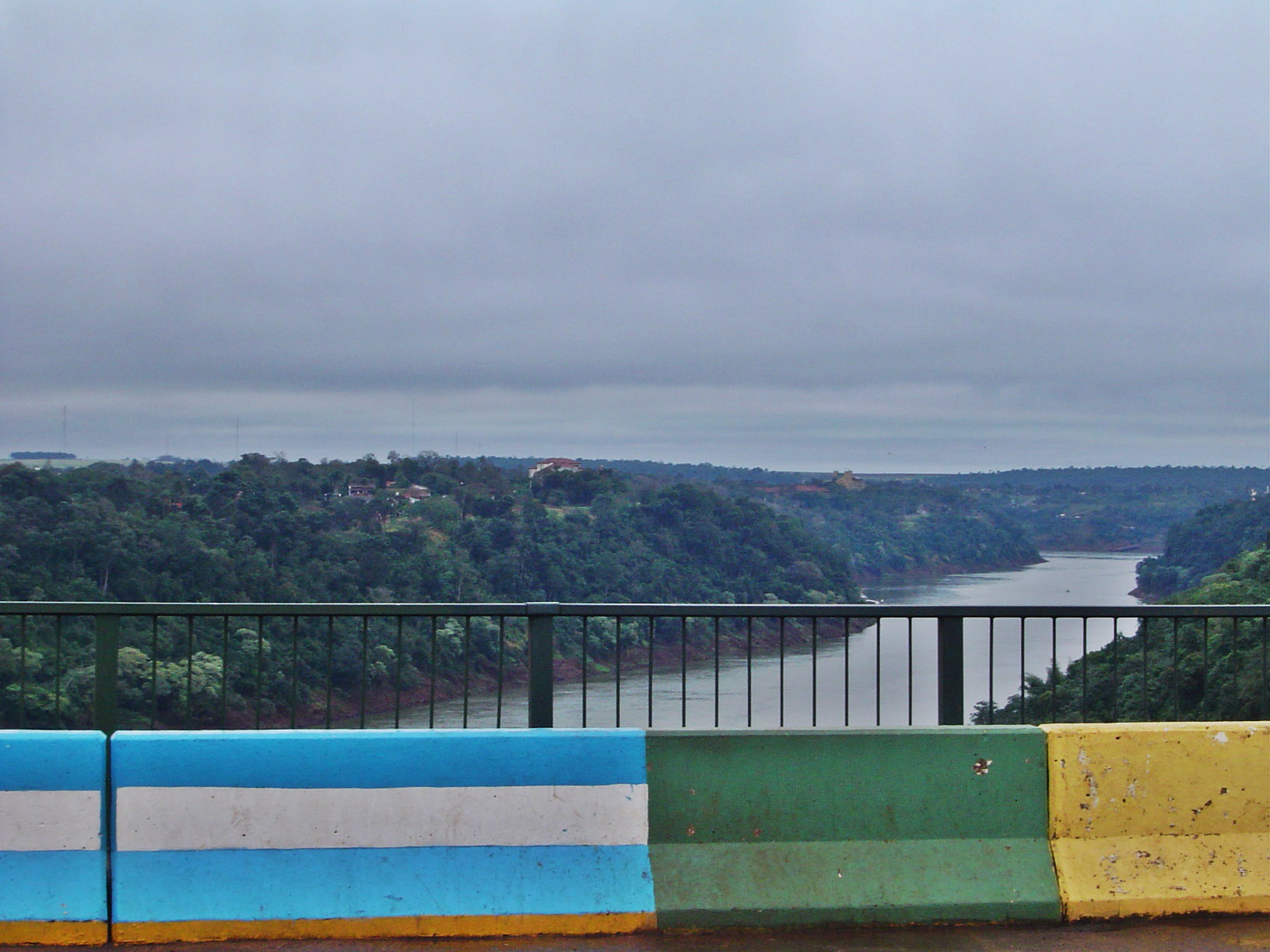
Puente sobre la frontera, ubicado entre Puerto Iguazú (Argentina) y Foz do Iguaçu (Brasil).

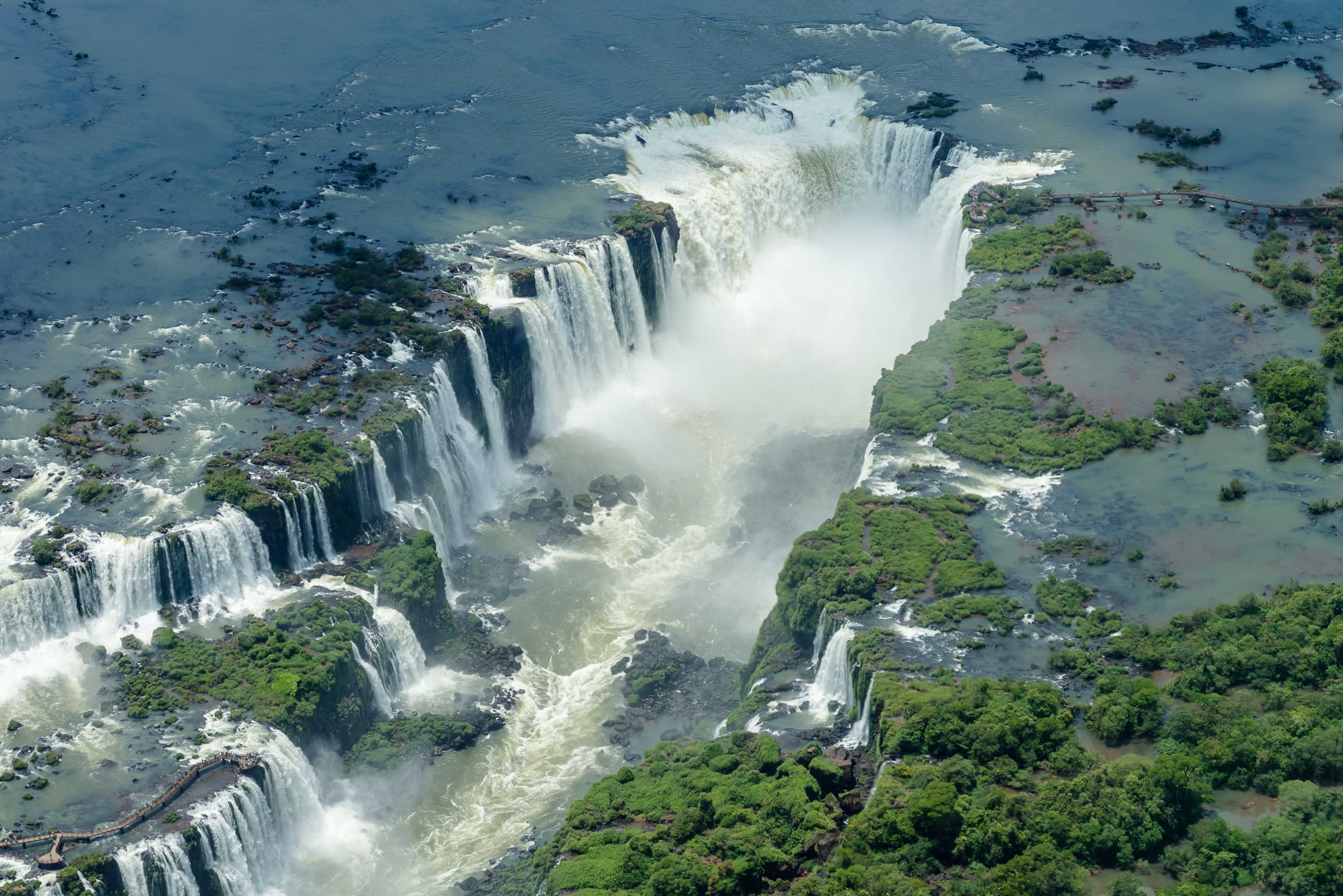
Cataratas del Iguazú, en plena frontera argentino-brasileña

La frontera entre la República Argentina y la República Federativa de Brasil es un lindero internacional continuo que delimita los territorios de ambos países colindantes. En toda su extensión, la línea limítrofe trascurre por 1132 kilómetros, atravesando ríos, canales y más de 25,1 kilómetros por las cuencas hidrográficas. Inicia en el punto en el que el río Paraná recibe por su margen derecha las aguas del río Iguazú. Continúa hacia el oriente por este, atraviesa las cataratas del Iguazú, sigue su curso río arriba hasta proseguir por los ríos San Antonio, Pepirí Guazú y el Uruguay hasta la desembocadura del río Cuareim.
Los límites de Brasil con Argentina se encuentran definidos por el Tratado de 1898 (que se basa en el Laudo Arbitral de 1895), expedido por el presidente de los Estados Unidos Grover Cleveland, y está perfectamente marcada. El trabajo de demarcación están a cargo de la llamada "Comisión Conjunta de Inspección de Hitos de la Frontera Brasil-Argentina" (creada en 1970), que ha desplegado 310 hitos fronterizos.

## Ciudades fronterizas
Sobre la frontera entre estos países se encuentran diferentes jurisdicciones, la mayoría separadas por los ríos demarcatorios, habiendo un único caso de conurbación. Estas localidades, ordenadas de norte a sur, son las siguientes: 
| Localidad argentina     | Localidad brasileña            | Límite demarcatorio                    |
| ----------------------- | ------------------------------ | -------------------------------------- |
| Puerto Iguazú           | Foz do Iguaçu                  | Río Iguazú                             |
| Comandante Andresito    | Capanema                       | Río San Antonio                        |
| Integración             | Planalto                       | Río San Antonio                        |
| San Antonio             | Pranchita                      | Río San Antonio                        |
| San Antonio             | Santo Antônio do Sudoeste      | Río San Antonio                        |
| Bernardo de Irigoyen    | Barracão                       | Avenida Internacional Río Pepirí Guazú |
| Bernardo de Irigoyen    | Dionísio Cerqueira             | Avenida Internacional Río Pepirí Guazú |
| San Pedro               | Paraíso                        | Río Pepirí Guazú                       |
| El Soberbio             | Porto Soberbo                  | Río Uruguay                            |
| Colonia Alicia          | Doutor Maurício Cardoso        | Río Uruguay                            |
| Puerto Londero          | Balneário Londero              | Río Uruguay                            |
| Colonia Aurora          | Novo Machado-Pratos            | Río Uruguay                            |
| Alba Posse              | Porto Mauá                     | Río Uruguay                            |
| Panambí                 | Porto Vera Cruz                | Río Uruguay                            |
| -                       | Porto Lucena                   | Río Uruguay                            |
| San Javier              | Porto Xavier                   | Río Uruguay                            |
| Puerto San Isidro       | Santo Isidro                   | Río Uruguay                            |
| Puerto Azara            | -                              | Río Uruguay                            |
| Garruchos               | Garruchos                      | Río Uruguay                            |
| Garaví                  | -                              | Río Uruguay                            |
| Santo Tomé - Hormiguero | São Borja                      | Río Uruguay                            |
| Alvear                  | Itaquí                         | Río Uruguay                            |
| La Cruz                 | Itaquí                         | Río Uruguay                            |
| Yapeyú                  | Barragem Sanchuri - São Marcos | Río Uruguay                            |
| Paso de los Libres      | Uruguayana                     | Río Uruguay                            |